# La Campana, Oaxaca
La Campana är en ort i Mexiko.   Den ligger i kommunen San Pedro y San Pablo Teposcolula och delstaten Oaxaca, i den sydöstra delen av landet, 280 km sydost om huvudstaden Mexico City. La Campana ligger 2 238 meter över havet och antalet invånare är 118.
Terrängen runt La Campana är huvudsakligen lite kuperad. La Campana ligger nere i en dal. Runt La Campana är det glesbefolkat, med 15 invånare per kvadratkilometer. Närmaste större samhälle är Santa Cruz Yodocono, 15,9 km sydost om La Campana. I omgivningarna runt La Campana växer huvudsakligen savannskog.